# Winton Dean
Winton Basil Dean (Birkenhead, 18 marzo 1916 – Hambledon, 19 dicembre 2013) è stato un musicologo inglese del XX secolo, molto noto per le sue ricerche sulla vita e le opere, in particolare le opere liriche e gli oratori di Georg Friedrich Händel, che riportò in modo molto completo nel suo libro Handel's Dramatic Oratorios and Masques (1959).

## Biografia
Dean era figlio del produttore teatrale e cinematografico Basil Dean. Fu educato a Harrow e al King's College, Cambridge, dove partecipò alle messe in scena degli oratori di Händel nel 1930.
Dopo la seconda guerra mondiale, diventò importante come critico musicale, in particolare quando pubblicò diversi articoli su composizioni di Bizet, a partire da La Coupe du roi de Thulé in Music & Letters nel 1947. Nel 1965 riscrisse completamente il suo libro del 1948 su Bizet per via di nuovo materiale e nuova musica del compositore che erano emersi allora. Dal 1965 ha scritto articoli che criticavano l'edizione Oeser di Carmen, elencando molti errori, descrivendolo come "un disastro musicologico di prima grandezza", e continuò a sottolineare i suoi errori nelle recensioni degli spettacoli e nelle registrazioni successive. Nel 1954 su Grove ha contribuito con un vasto saggio sulla critica, che termina con una lunga lista delle qualità necessarie per un critico.
Händel divenne tuttavia il suo interesse principale e, a parte il libro già citato, pubblicò anche Händel e l'Opera Seria (Berkeley, 1969) e un più generale Saggio sull'Opera (Oxford 1990, 2/1993). La sua opera definitiva in due volumi sulle opere di Händel fu pubblicata nel 1987 e nel 2006, stabilì nuovi standard nello studio di Händel e fece molto per aiutare la rinascita degli allestimenti delle opere di Händel.
Dean contribuì molto ad una serie di pubblicazioni musicologiche, tra cui The Musical Times e Opera, così come The Listener e le note di copertina delle registrazioni. I suoi scritti comprendono studi dell'Opera Francese, e anche dell'Opera italiana prima del predominio di Verdi. La sua reputazione si basa principalmente sulle sue analisi della produzione di Händel, in particolare gli Oratori drammatici ed i Masque di Händel. Il suo è ampiamente riconosciuto come un lavoro fondamentale non solo per lo studio di Händel, ma anche per la musicologia nel suo complesso, grazie alla sua discussione dettagliata dei documenti originali e l'approccio completo all'argomento.

## Pubblicazioni importanti
- Winton Dean, Handel's Dramatic Oratorios and Masques, Oxford University Press, 1959.
- Winton Dean, Bizet, J. M. Dent & Sons, 1975, ISBN 9780460031639.
- Winton Dean e J Merrill Knapp, Handel's operas: 1704–1726, Oxford University Press, 1987, ISBN 978-0-19-315219-9.
- Winton Dean, Essays on Opera, Oxford University Press, 1990, ISBN 9780193152656.
- Winton Dean, Handel's Operas, 1726-1741, Boydell Press, 2006, ISBN 1843832682.